# نیکولا ره
نیکولا ره (به فرانسوی: Nicolas Rey) نویسنده قرن بیستم میلادی اهل فرانسه است.